# Carmen Díez de Rivera
Carmen Díez de Rivera y de Icaza (Madrid, 29 de agosto de 1942-Madrid, 29 de noviembre de 1999) fue una política y eurodiputada española. Por su condición de amiga personal del rey Juan Carlos I, y desde su puesto como jefa de gabinete de Adolfo Suárez, ejerció una notable influencia en las decisiones políticas al más alto nivel durante la Transición.

## Biografía
Carmen Díez de Rivera y de Icaza nació en Madrid el 29 de agosto de 1942 en el seno de una familia aristocrática formada por Francisco de Paula Díez de Rivera y Casares, V marqués de Llanzol, y María Sonsoles de Icaza y de León. El matrimonio tenía otros tres hijos: Sonsoles, Francisco y Antonio.
Tenía diecisiete años cuando, al solicitar la partida de bautismo para contraer matrimonio, un sacerdote próximo a la familia y su tía Carmen de Icaza le comunicaron que su novio Ramón Serrano Suñer Polo y ella eran hermanos: el padre de él, Ramón Serrano Suñer (cuñado y ministro de Franco), era también el verdadero progenitor biológico de Carmen, fruto de una relación extramatrimonial con la marquesa de Llanzol. Durante toda su infancia y adolescencia, los adultos le habían ocultado el vínculo y, de hecho, su madre fomentó la amistad entre ellos y su posterior noviazgo. En cualquier caso, la unión sacramental de los contrayentes infringiría el precepto de derecho eclesiástico de no consanguinidad, así que finalmente la boda no llegó a celebrarse.
La revelación sobre su verdadero origen le supuso un gran golpe psicológico. Según declararía en sus memorias, en esos momentos sintió que «algo se le había roto para toda la vida», y entró en una etapa muy turbulenta a nivel emocional: se mudó a Francia con el fin de someterse a una cura de insomnio, después estuvo unos meses como monja de clausura en el convento de las carmelitas de Arenas de San Pedro (Ávila) y luego viajó a Costa de Marfil, donde permaneció tres años.Durante ese tiempo entabló una relación de noviazgo con el militar Emilio Alonso Manglano, que llegaría a ser director del Centro Superior de Información de la Defensa.

## Trayectoria
Para costearse sus estudios trabajó en Revista de Occidente, dirigida por Soledad Ortega Spottorno, amiga de la marquesa de Llanzol. Simultaneó esta labor con la carrera de Filosofía y Letras y la de Ciencias Políticas. Se especializó en Relaciones Internacionales, obteniendo notas «altísimas». En palabras de una de sus profesoras, la catedrática Elena Catena, «Carmen fue la estudiante más brillante del curso de Estudios Hispánicos y le dimos el Premio Extraordinario». Amplió su formación en Oxford (Reino Unido) y La Sorbona (Francia). Precisamente en París entabló estrecha amistad con Jean-Paul Sartre y Michelle Vian, pareja de Boris Vian. Hablaba cuatro idiomas. 
A su regreso a España desde África siguió cultivando su amistad con Juan Carlos y comenzó a trabajar con Adolfo Suárez en la época en que este dirigió Radiotelevisión Española (1969-1973), ocupándose de las relaciones internacionales. En noviembre de 1975 murió Franco y el Rey accedió a la jefatura del Estado con plenos poderes para forzar la dimisión del presidente del Gobierno, Carlos Arias Navarro, y designar a Adolfo Suárez, que en ese momento era Ministro-Secretario general del Movimiento, convencido de que era la persona idónea para conducir el proceso de reforma política. 
Díez de Rivera dirigía el Gabinete de Suárez en el citado ministerio desde enero de 1976 y en julio de ese año, con 33 años, fue nombrada directora del Gabinete de la presidencia del Gobierno. Desde este cargo impulsó la supresión del Tribunal de Orden Público, abogó por los avances democráticos y defendió la legalización de las centrales sindicales y de los partidos políticos, en especial del Partido Comunista. Según sus propias palabras, recogidas por Rafael Fraguas en el diario El País: «Adolfo Suárez no tuvo clara la necesidad de legalizar el Partido Comunista de España, como prueba suprema de acreditación de la futura democratización española, hasta que se le persuadió [le persuadí] de ello después de meses de obstinada firmeza, obstinación compartida por otras altas magistraturas de la nación».
Dimitió el 13 de mayo de 1977 en medio de críticas de los grupos más derechistas y de acusaciones externas de espionaje, justo cuando los colaboradores de Suárez se organizaban políticamente para concurrir a las primeras elecciones democráticas bajo las siglas de la Unión del Centro Democrático (UCD). Díez de Rivera nunca estuvo afiliada a este partido, que le parecía entonces «de extrema derecha». De ideas progresistas, feminista, europeísta militante y ecologista («yo siempre digo que soy ecosocialista», afirmaba), había sido militante de la Unión Social Demócrata Española (USDE) hasta la muerte de su fundador Dionisio Ridruejo en 1975, y en 1977 se afilió al Partido Socialista Popular (PSP) de Enrique Tierno Galván. Así hablaba de ella el viejo profesor: «Tenía entonces gran notoriedad política e incluso un cierto halo novelesco en torno a su persona [...]. Nosotros nos dimos cuenta de que estábamos ante una persona inteligente, tan cultivada como refinada, que poseía gran espíritu crítico y sobre todo una enorme independencia».
En 1987 volvió a colaborar con Adolfo Suárez como integrante de la lista electoral del Centro Democrático y Social (CDS) en las elecciones del 10 de junio al Parlamento Europeo, en las que obtuvo un escaño como eurodiputada. En septiembre de 1988 abandonó la formación debido a su disconformidad con la integración en la Internacional Liberal. El 9 de enero de 1989 ingresó en el Partido Socialista Obrero Español (PSOE) y renovó su escaño de eurodiputada en las elecciones del 15 de junio de dicho año y en las del 12 de junio de 1994. En el Parlamento Europeo, estaba adscrita a la Comisión de Medio Ambiente, Salud Pública y Protección del Consumidor y a la Delegación para las Relaciones con Israel; además, era suplente en la Comisión de Transportes y Turismo. Fue de las primeras personalidades españolas en hablar de desarrollo sostenible y en defender los combustibles limpios. A este respecto, se lamentaba de que «todos los españoles menos tres o cuatro votaban a favor de los intereses de Repsol».
Debido a sus problemas de salud, a principios de 1999 tuvo que abandonar su escaño. Esos problemas no impidieron, sin embargo, que Fernando Morán, que concurría como cabeza de cartel de la candidatura del PSOE a las elecciones municipales de junio de 1999 en Madrid, la incluyera en sus listas, aunque en los últimos puestos, por lo que no obtuvo representación.

## Fallecimiento

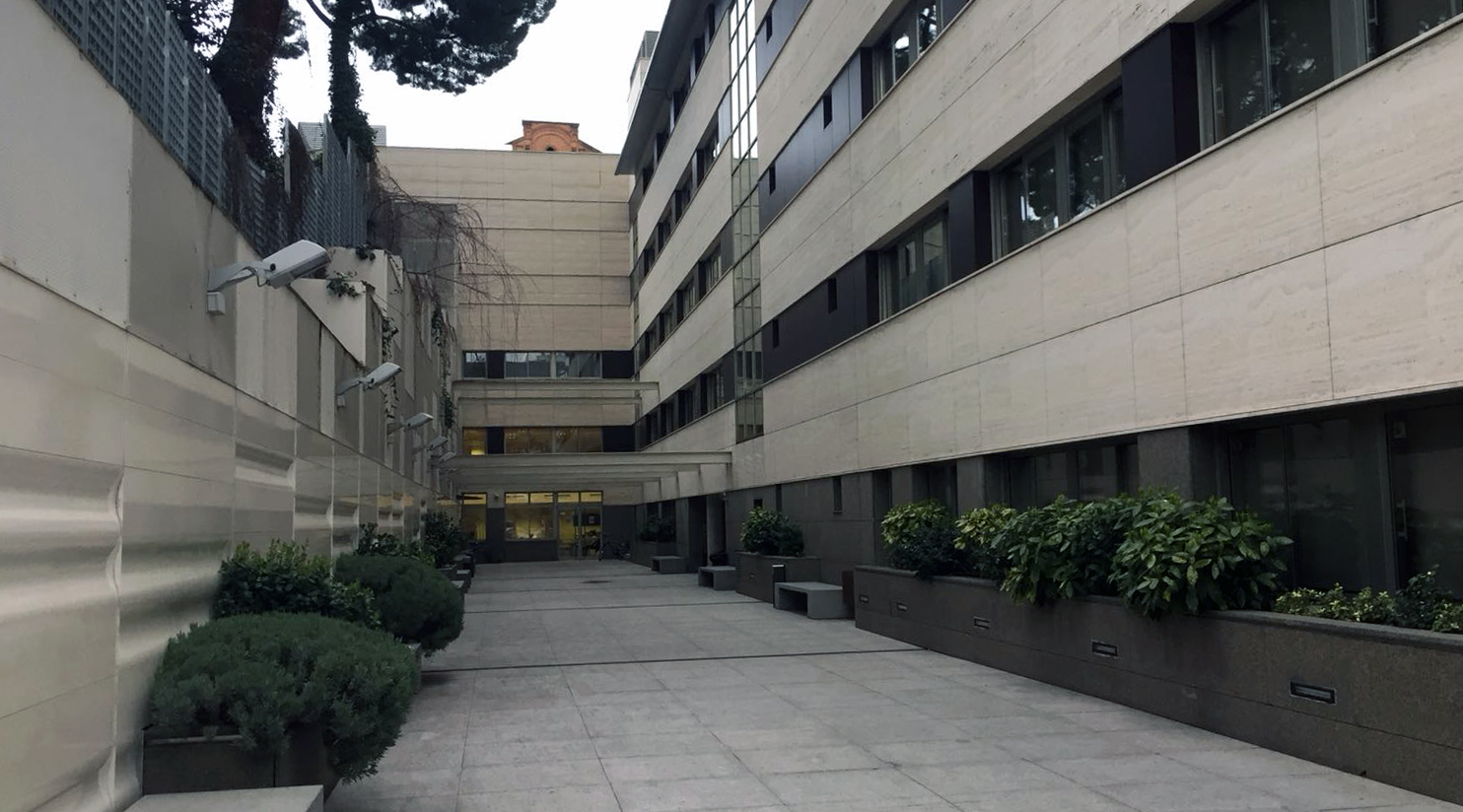
Hospital San Rafael (Madrid).

El 19 de marzo de 1997, Carmen se sometió a una intervención quirúrgica para extirparle un carcinoma de mama. Aunque de buen pronóstico inicial, la enfermedad se extendió, y a comienzos del otoño de 1999 ya había invadido el hígado y los pulmones. Finalmente, a las 14:45 del lunes 29 de noviembre de 1999, falleció en la Unidad de Cuidados Paliativos del Cáncer del hospital San Rafael, en Madrid. Tenía 57 años.
Tras la incineración, y atendiendo a su última voluntad, sus cenizas fueron trasladadas al cementerio de las carmelitas donde había estado enclaustrada de joven. En el camposanto de un convento únicamente pueden reposar los restos de las monjas, nunca los de los seglares; pero tras las gestiones de la priora, su prima Soledad de Jesús Izaguirre y Díez de Rivera, el obispo de Ávila accedió a la inhumación.

## Legado
Una de las personas que mejor la conocieron fue Catalina Garrigues, sobrina del diplomático Antonio Garrigues Díaz-Cañabate. Así habló de ella: «Era un personaje arrebatador, maravilloso, peculiar. [...] Su ser, su cuerpo, su alma están dedicados a una vocación intensa. La suya, de siempre, fue la de cambiar el mundo». El periodista Xavier Vidal-Folch la definió como un «personaje apasionante y apasionado, de alta cuna y altos puestos, [que] se alineó con los excluidos y poseedora de una lengua venenosa y un corazón grande». Para la escritora y periodista Maruja Torres, que también la conoció de cerca, era «inteligente, culta, educada, bella por fuera y por dentro, solidaria y generosa, llena de delicadeza, una mujer guerrera y elegante, irónica, a veces cortante». Por su responsabilidad e influencia en la política del momento, pero también por su atractivo físico y origen familiar, fue conocida por el sobrenombre de la Musa de la Transición, debido en parte a las habituales alusiones que a ella hacía Francisco Umbral desde su «Diario de un snob»: «En ti ha encarnado como en nadie la rubia conspiración del tardofranquismo». El escritor Manuel Vicent se refirió a ella como «aquella chica rubia de la que todo el mundo estaba enamorado».

### Libros en torno a su figura
Desde su fallecimiento se publicaron diversas obras, de tipo biográfico, periodístico (entrevistas) o de ficción histórica, relacionados con Díez de Rivera. Algunos de ellos (por orden cronológico) son:
- Ana Romero: Historia de Carmen: memorias de Carmen Díez de Rivera. Barcelona: Planeta; 2002. ISBN: 978-84-08-04388-1.
- Manuel Vicent: El azar de la mujer rubia. Madrid: Alfaguara; 2012. ISBN: 978-84-204-1316-7.
- Ana Romero: El triángulo de la transición: Carmen, Suárez y el rey. Barcelona: Planeta; 2013. ISBN: 978-84-08-11879-4.[15]
- Raúl del Pozo y Juan Antonio Tirado: Siete caras de la transición. Madrid: San Pablo; 2015. ISBN: 978-84-285-4419-1.
- Luis Herrero: Dejé de pronunciar tu nombre: la vida prohibida de Carmen Díez de Rivera. Madrid: La Esfera de los Libros; 2017. ISBN: 978-84-9164-100-1.